# 稲妻パラダイス
「稲妻パラダイス」（いなずまパラダイス）は、1984年4月21日に発売された堀ちえみの10枚目のシングル。発売元はキャニオン・レコード。

## 概要
A面曲「稲妻パラダイス」は、花王石鹸（現・花王）・エッセンシャルシャンプーとリンスのコマーシャルソングに採用された。
レコーディングは、堀の主演ドラマ『スチュワーデス物語』（TBS系）の撮影が終了した時期に、2日間かけて行われた。
ジャケット写真は（稲妻の音に）耳を塞いでいるポーズ。元々この曲のために撮ったものではなく、それ以前に撮影されたストックの中からたまたまぴったりのものをスタッフが見付けてきたものである（CD-BOXブックレットにて記述）。
オリコンチャートにおいて、週間最高順位は5位、売上枚数は13.7万枚を記録した。またTBS系『ザ・ベストテン』と日本テレビ系『ザ・トップテン』にも、堀自身通算6曲目のランクインを果たした。

## 収録曲
1. 稲妻パラダイス（3分52秒）
作詞：康珍化／作曲：林哲司／編曲：萩田光雄
2. 青い真珠貝（3分56秒）
作詞：有川正沙子／作曲：網倉一也／編曲：馬飼野康二

## カバー
- 宮武祭 (bump.y) （2009年、カバーアルバム『Sweet Hits☆』収録）